# Хамонт-Ахел
Хамонт-Ахел (нидерл. Hamont-Achel, лимб. Haëmet-Achel) — город и коммуна в провинции Лимбург. На 1 января 2008 года численность населения составляет 13898 человек. Общая площадь составляет 43,66 км². Коммуна Хамонт-Ахел была создана в 1977 путём слияния коммун Хамонт и Ахел. В 1985 коммуна получила статус города, герб и флаг.

## История
Хамонт впервые упоминается в 1257 году, Ахел — в булле папы Иннокентия II в 1139 году. Из этой буллы также следует, что в двенадцатом веке территория сегодняшних Хамонта, Ахела и Синт-Хёйбрехтс-Лилля принадлежала капитулу базилики святого Серватия в Маастрихте. Около 1275 этот регион попал под влияние господ Бокстела, опекунов базилики, что привело к возникновению вольного владения Гревенбрук, первым владельцем которого стал один из господ Бокстела.

## Достопримечательности
К достопримечательностям Хамонта-Ахела относятся несколько церквей, мельница Наполеона (1804) и бенедиктинское аббатство Ахелсе Клёйс, в котором с 1998 варят траппистское пиво «Ахел» (Achel).

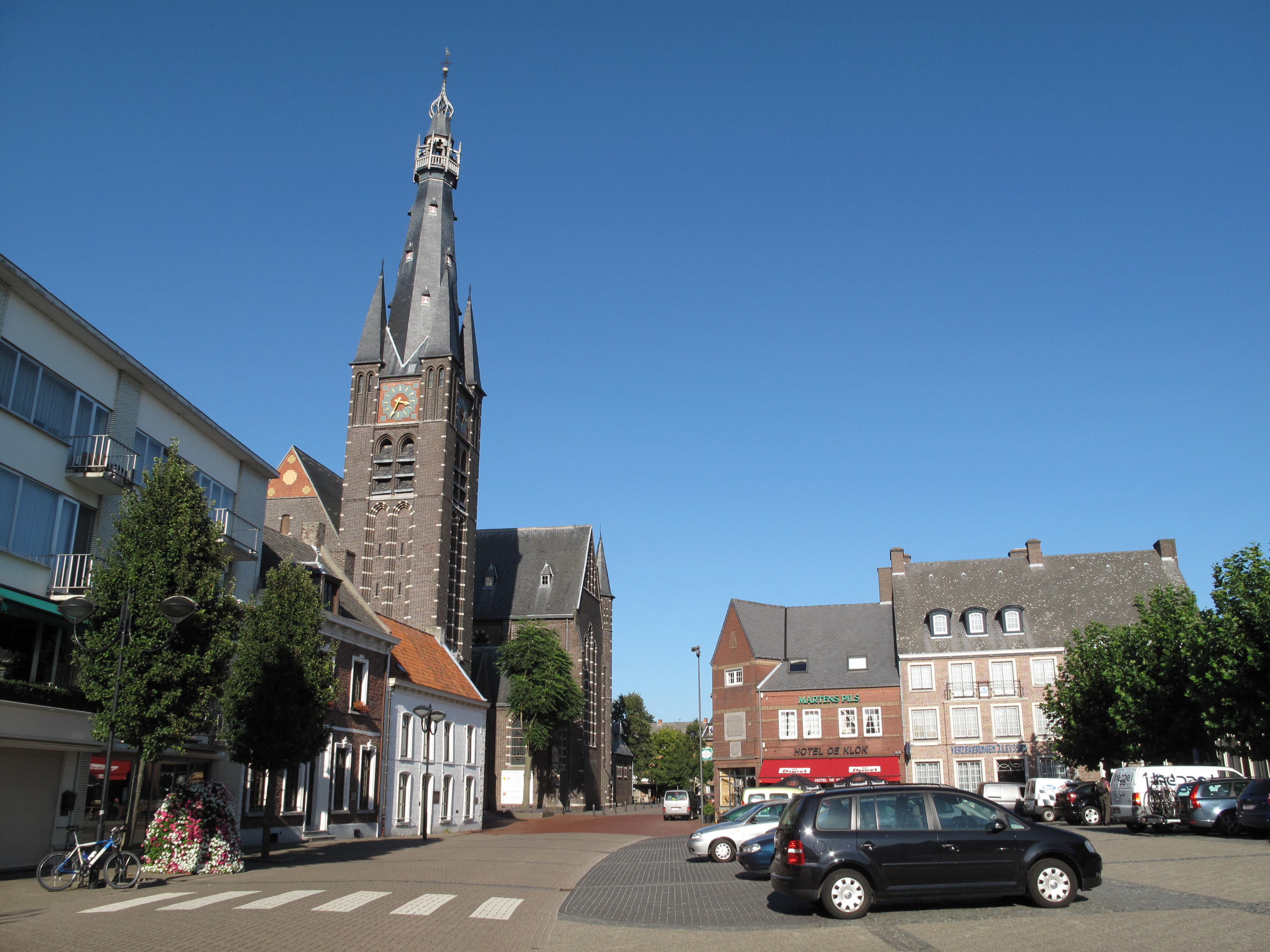
Церковь св. Лаврентия в Хамонте
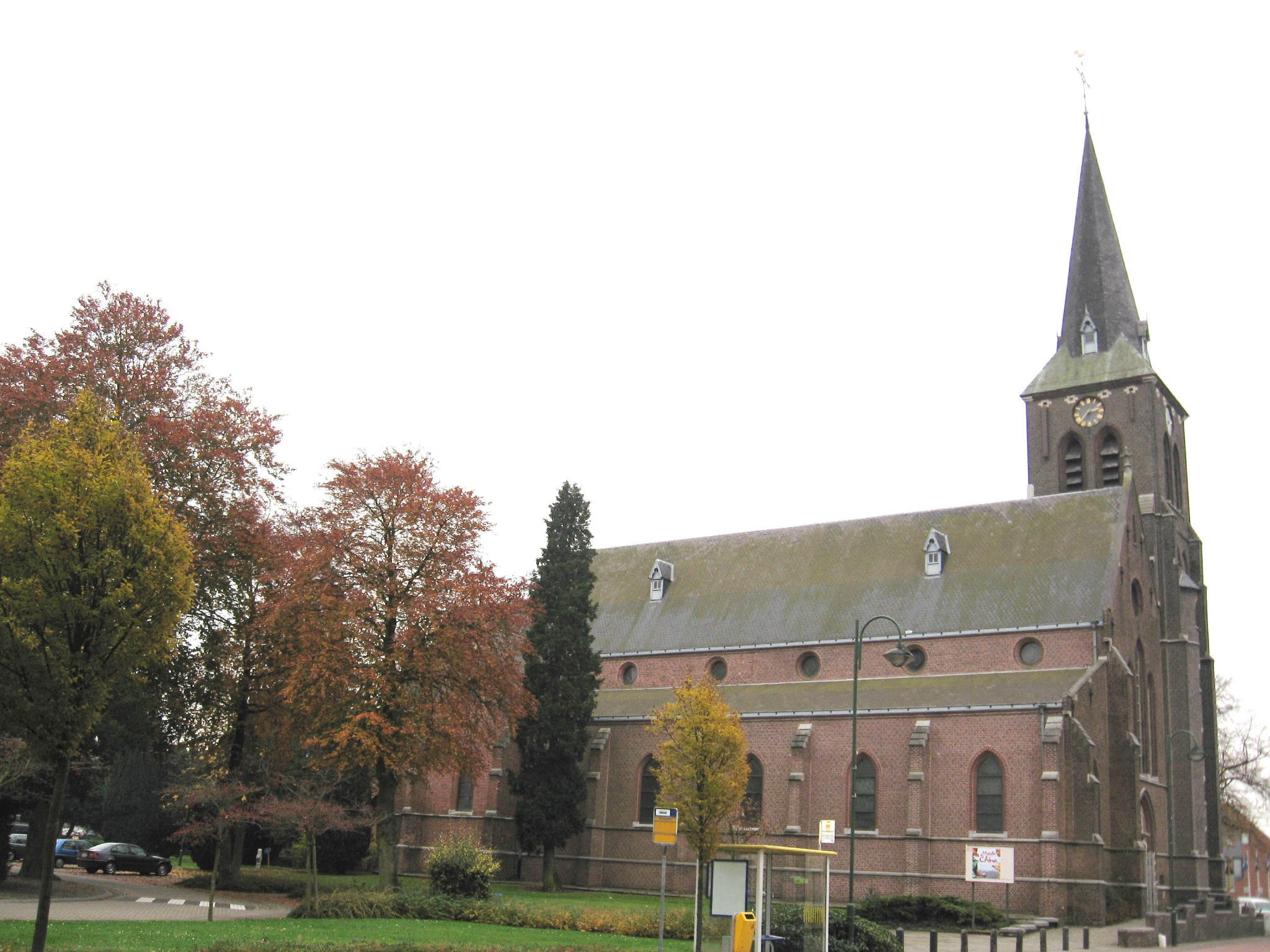
Церковь свв. Монульфа и Гондульфа в Ахеле

## Рост населения
Население Ахела. Данные с 1806 по 2001 год основываются на переписях населения, данные за 2006 год — по состоянию на 1 января.